# باشگاه فوتبال شهرداری نوین تبریز
باشگاه فوتبال شهرداری نوین تبریز یک باشگاه فوتبال ایرانی است که مقر آن در شهر تبریز واقع شده‌است. این تیم اکنون در رقابت‌های لیگ استانی آذربایجان شرقی حضور دارد. شهرداری نوین سابقهٔ حضور در لیگ دسته سوم فوتبال ایران را دارد.

## نتایج
| فصل     | لیگ                       | جایگاه | جام حذفی | توضیحات |
| ------- | ------------------------- | ------ | -------- | ------- |
| ۱۳۸۹–۹۰ | لیگ دسته سوم فوتبال ایران | ۱۱اُم   | انصراف   | سقوط    |
| ۱۳۹۰–۹۱ | لیگ استانی                |        | -        |         |
| ۱۳۹۱–۹۲ | لیگ استانی                |        | -        |         |
| ۱۳۹۲–۹۳ | لیگ استانی                |        | -        |         |